# 山口西成
山口 西成（やまぐち の にしなり）は、平安時代初期から前期にかけての貴族・儒学者。備後介・山口佐美麻呂の曾孫とする系図がある。官位は従五位下・紀伊介。

## 経歴
右京出身。幼少時は読書を怠り、射術を好んで習得した。成人するに及んで心を改めて大学で学び、春秋に通暁しているとして名を挙げ、加えて『毛詩』『周易』にも通じた。文章得業生に補せられたのち、奉試に及第して大宰博士に任ぜられ、承和年間の初頭に大学直講に転じた。
仁明朝末の嘉祥元年（848年）12月に渤海国王使が来朝したが、翌嘉祥2年（849年）2月に西成は仮に大学権大允を称して、少内記・県犬養貞守とともに存問兼領客使を任せられ、渤海国王使を引導して加賀国を経て4月末に平安京に入京させた。まもなく助教に転じる。文徳朝にて仁寿3年（853年）外従五位下、斉衡3年（856年）従五位下・大和介、天安2年（858年）紀伊介に叙任された。なお、紀伊介の任期終了後の貞観5年（863年）に紀伊守・並山王が期限を過ぎても西成の放還与不状を報告しなかったことから、王は公廨の没収処分を受けている。
貞観6年（864年）1月17日卒去。享年63。最終官位は散位従五位下。

## 官歴
『六国史』による。
- 時期不詳：文章得業生。太宰博士
- 承和年間初頭：大学直講
- 時期不詳：従六位下
- 嘉祥2年（849年） 2月1日：存問渤海客使。3月28日：兼領渤海客使
- 時期不詳：正六位上。助教
- 仁寿3年（853年） 正月7日：外従五位下
- 斉衡3年（856年） 正月7日：従五位下（内位）。10月21日：大和介
- 天安2年（858年） 6月14日：紀伊介
- 貞観6年（864年） 1月17日：卒去（散位従五位下）